# Rubens Naves
Rubens Naves (Goiânia, 5 de julho de 1942) é um advogado brasileiro e um dos juristas mais reconhecidos na área do Terceiro Setor. Sócio fundador do escritório Rubens Naves Santos Jr, foi professor da Pontifícia Universidade Católica de São Paulo. É autor de diversos livros e artigos no campo jurídico, com destaque para o tema de políticas públicas envolvendo Organização social.

## Formação e trajetória profissional
Rubens Naves nasceu em Goiânia no dia 5 de julho de 1942, fazendo graduação na Faculdade de Direito da PUC-SP (1962 – 1966), instituição na qual foi professor (1980-1994), Chefe do Departamento de Teoria Geral do Direito (1983-1987) e Coordenador de Teoria Geral do Direito na pós-graduação (1987-1994).
Em 1977, funda, com Antônio Carlos Quintella, o escritório de advocacia Naves e Quintella Advogados S/C. Em 1999, já sob o nome de Rubens Naves Advogados S/C, passa a atuar em conjunto com Hesketh Advogados S/C. Em 2000, a sociedade altera seu nome para Rubens Naves – Santos Jr. – Hesketh, Escritórios Associados de Advocacia, contando com o ingresso de Belisário dos Santos Jr, ex-secretário estadual da Justiça e Defesa da Cidadania. Em 2013, após deixar de compartilhar o espaço com o desembargador aposentado Tito Hesketh e sua equipe, o escritório passa a se chamar Rubens Naves Santos Jr Advogados. Desde 2006, o escritório tem seu desempenho reconhecido como um dos mais admirados do país pela Análise Advocacia 500.
Rubens Naves tem forte atuação no Terceiro Setor e na defesa de políticas públicas envolvendo Organização social, sendo uma referência nacional no tema. Merece destaque sua presença em organizações sociais voltadas aos direitos da criança e do adolescente, como a Fundação Abrinq, instituição da qual foi diretor-presidente (2002 a 2006) e conselheiro (desde 2006). Continua essa atuação no Grupo de Trabalho Interinstitucional sobre Educação Infantil – GTIEI, que integra, desde 2014, o Comitê de Assessoramento à Coordenadoria da Infância e Juventude do Tribunal de Justiça do Estado de São Paulo. É também membro fundador e conselheiro da organização Transparência Brasil, diretor e membro do Conselho Editorial do Jornal Le Monde Diplomatique Brasil,  membro do Conselho Curador da Fundação Padre Anchieta, da Fundação Faculdade de Medicina da USP, dentre outras organizações.

## ADIN 1923 - STF
Rubens Naves atuou como amicus curiae para a Sociedade Brasileira para o Progresso da Ciência – SBPC e Academia Brasileira de Ciências – ABC na Ação direta de inconstitucionalidade nº 1.923. Proposta pelo Partido dos Trabalhadores (PT) e pelo Partido Democrático Trabalhista (PDT) em 1998, a ADIN 1.923 questionava a Lei n. 9.637/98 e o inciso XXIV do artigo 24 da Lei n. 8.666/93, com a redação que lhe foi conferida pelo artigo 1º da Lei. 9.648/98, que, dentre outras medidas, instituiu a qualificação de Organização social para organizações privadas sem fins lucrativos cujas atividades fossem dirigidas ao ensino, à pesquisa científica, ao desenvolvimento tecnológico, à proteção e preservação do meio ambiente, à cultura e à saúde, bem como criou a figura do “contrato de gestão” como instrumento de fomento estatal a essas atividades. Em 31 de março de 2011, com o reinício do julgamento do mérito da ADIN no Supremo Tribunal Federal, Rubens Naves fez a defesa da constitucionalidade do modelo das Organizações Sociais. Em 2015, a ação foi julgada parcialmente procedente, sendo reconhecida a constitucionalidade da Lei 9.637/1998 e validando, assim, a prestação de serviços públicos não exclusivos por organizações sociais em parceria com o poder público.

## Prêmios e honrarias
- Título de Cidadão Paulistano, Câmara Municipal de São Paulo, 2002. [13]
- Prêmio de Reconhecimento pelo Fórum Permanente do Terceiro Setor, SENAC – SP, 1998.[1]

## Trabalhos relevantes
- Novas possibilidades para o exercício da cidadania. In: PINSKY, Jaime; PINSKY, Carla Bassanezi (Org.). História da Cidadania. São Paulo: Contexto, 2003.
- Ecologia e Direito. In: MENEZES, Luiz Carlos de (Org.). A Terra Gasta: a questão do meio ambiente. São Paulo: EDUC - Editora da PUC-SP, 1992.
- Organizações sociais: a Construção do Modelo. São Paulo: Quartier Latin, 2014.
- com Carolina Gazoni: Direito ao Futuro: desafios para a efetivação dos direitos das crianças e dos adolescentes. São Paulo: Imprensa Oficial do Estado de São Paulo, 2010.